# Rożek angielski
Rożek angielski (wł. corno inglese, skrót: cor. ing.) — instrument dęty drewniany z grupy aerofonów stroikowych. Należy do grupy instrumentów z podwójnym trzcinowym stroikiem, osadzonym na metalowej rurce. Do tej samej rodziny należą także obój, fagot i kontrafagot. Skala (zakres dźwięków muzycznych) instrumentu wynosi od e do b2. W notacji muzycznej stosuje się transpozycję o interwał kwinty czystej w dół (h do f3) w stosunku do rzeczywistego brzmienia. Pochodzenie określenia angielski nie zostało ostatecznie wyjaśnione.
Instrument składa się z podłużnej rury, zakończonej charakterystycznym gruszkowatym rozszerzeniem. Otwory nawiercone na długości instrumentu otwierane są klapami. W instrument dmie się za pośrednictwem cienkiej, metalowej rurki ze stosunkowo dużym ciśnieniem, a jednocześnie niewielką ilością powietrza. Stroik jest podwójny, z dwóch listków wykonanych z trzciny i złożonych ze sobą. Powietrze przepływając pomiędzy nimi wywołuje ich wibrację. Korpus instrumentu tradycyjnie wykonywany jest z twardego drewna albo z tworzyw sztucznych. Charakteryzuje się melancholijnym, śpiewnym i dość głębokim brzmieniem.
Rożek angielski to altowa odmiana oboju, stąd technika gry różni się nieznacznie. Instrument ten wywodzi się od tzw. oboju da caccia, któremu dodano na pocz. XVIII w. czarę głosową w kształcie gruszki. W I połowie XIX w. został udoskonalony z użyciem systemu klap i odtąd był szerzej wykorzystywany.
Znane dzieła muzyczne, w którym rożek angielski występuje jako solowy instrument:
- „IX symfonia e-moll «Z Nowego Świata»” – Antonín Dvořák
- „Łabędź z Tuoneli” – Jean Sibelius
- „Concierto de Aranjuez” – Joaquín Rodrigo